# 동향면
동향면(銅鄕面)은 대한민국 전북특별자치도 진안군의 면이다. 무주군과 장수군 경계에 위치하고 있으며, 군 소재지에서 22km거리에 위치한 동부 산악지로 표고 300～500m의 고랭지이다. 금강 상류지역으로 중앙에 일급수 구량천이 흐르고 있으며 축산업과 표고, 인삼, 과수, 수박, 고랭지채소 등의 청정농산물 생산하고 있다. 대전통영고속도로 개통이후 서울까지 소요시간이 2시간 30분으로 교통이 편리해졌다.

## 역사
동향면은 용담군 일동면, 이동면 지역으로, 1914년 행정 구역 개편 때 진안군 동향면이 되었다. 면의 명칭은 구리가 많이 나는 동향소(銅鄕所)에서 가져왔다.구리광산은 대량리 보천마을 뒷산에 남아있다.

## 법정리
- 대량리
- 능금리
- 학선리
- 신송리
- 성산리
- 자산리

## 행사
- 한여름밤 수박축제

## 문화재
- 성석린좌명공신왕지
- 지선당
- 용담향교

## 교육
- 동향초등학교
- 동향중학교